# Cirillo Lucaris
Cirillo Lucaris, nato Costantino Lukaris o Loucaris (greco: Κύριλλος Λούκαρις; Candia, 13 novembre 1572 – Costantinopoli, 27 giugno 1638), è stato un teologo e arcivescovo ortodosso greco nativo di Creta, allora governata dalla Repubblica di Venezia.
Divenne patriarca greco di Alessandria col nome di Cirillo III, e patriarca ecumenico di Costantinopoli col nome di Cirillo I. Lucaris si sforzò di riformare la Chiesa ortodossa secondo il metodo seguito da protestanti e calvinisti. I suoi tentativi di portare il Calvinismo nella Chiesa ortodossa furono respinti, e le opere di Cirillo restano materia di dibattito tra gli ortodossi.

## Biografia
Cirillo Lucaris nacque a Candia, Creta, il 13 novembre 1572, quando Creta faceva parte dell'impero marittimo della Repubblica di Venezia. In gioventù viaggiò per tutta l'Europa, studiando teologia a Venezia, Padova, Wittenberg e Ginevra, dove subì l'influenza della fede riformista rappresentata da Giovanni Calvino, sviluppando una forte antipatia per il cattolicesimo romano.
Nel 1596 Lucaris fu inviato nella Confederazione polacca da Melezio I Pegas, Patriarca di Alessandria, per guidare l'opposizione ortodossa all'Unione di Brest, che proponeva un'unione della Metropolia ortodossa di Kiev col Papato romano. Fu uno dei rappresentanti del Patriarcato di Costantinopoli al Concilio di Brest-Litovsk, in Ucraina, allora parte del Regno di Polonia e Lituania. Durante questo sinodo, sei degli otto vescovi presenti si separarono e decisero di unirsi a Roma, portando alla fondazione della Chiesa Uniata; questo atto segnò profondamente Loukaris, che diventò molto ostile al cattolicesimo.  Per sei anni Lucaris fu poi professore dell'Accademia ortodossa di Vilnius.
All'età di 30 anni fu eletto Patriarca di Alessandria, poi nel 1620 divenne Patriarca ecumenico di Costantinopoli. Dedicò tutte le sue energie a combattere l'influenza dei cattolici romani nell'Impero ottomano. Volendo innalzare il livello teologico della Chiesa ortodossa, fondò a Istanbul un'Accademia patriarcale e fece tradurre il Nuovo Testamento in greco moderno. Spinse Massimo di Gallipoli a produrre la prima moderna traduzione della Bibbia in greco. A causa dell'oppressione ottomana e del proselitismo della fede ortodossa portato avanti dai missionari della Compagnia di Gesù, vi erano poche scuole che insegnavano la fede ortodossa e la lingua greca. Furono create scuole cattoliche vicino a quelle ortodosse, e dato che i sacerdoti ortodossi erano in minoranza, andava fatto qualcosa. La sua prima azione fu di fondare un seminario teologico sul monte Athos, la scuola Athoniada.
Nella sua lotta contro la «Chiesa papale» (secondo il termine greco) e il proselitismo dei gesuiti che ricevavono sostegno di molti diplomatici cattolici, Cirillo I chiese l'aiuto delle ambasciate dei paesi protestanti a Istanbul. Ricevette così da Cornelius Haga, ambasciatore dei Paesi Bassi, un'intera letteratura teologica protestante che produsse in lui una notevole influenza. Quindi rafforzò i legami dell'Oriente cristiano con le chiese della Riforma, mandò a re Giacomo I d'Inghilterra il famoso Codice Alessandrino, e fece amicizia con il pastore Antoine Léger, teologo di Ginevra, cappellano presso l'ambasciata dei Paesi Bassi.

### Calvinismo
Il suo obbiettivo finale era quello di riformare la Chiesa ortodossa con elementi del Calvinismo, e per questo motivo inviò molti giovani teologi greci nelle università svizzere, in quelle inglesi e dei Paesi Bassi settentrionali. Nel 1629 pubblicò il suo famoso Confessio (dottrina calvinista), ma per quanto possibile ammorbidì il linguaggio per renderlo consono alla cultura ortodossa. Appare nello stesso anno in due edizioni in latino, quattro in francese, una in tedesco ed una in inglese, e nella Chiesa ortodossa iniziò una discussione che culminò nel 1672 con la convocazione da parte del patriarca Dositeo II di Gerusalemme del sinodo di Gerusalemme, in cui furono condannate le dottrine calviniste.
Cirillo era anche ben disposto verso la Chiesa anglicana, e la sua corrispondenza con gli arcivescovi di Canterbury è estremamente interessante. Fu in questo periodo che Metrofane Critopulo (Patriarca di Alessandria nel 1636-1639) fu mandato a studiare in Inghilterra. Sia Lucaris sia Kritopoulos amavano libri e manoscritti, e molti dei loro libri e manoscritti sono oggi contenuti nella Biblioteca patriarcale.

### Politica e morte
Lucaris fu deposto temporaneamente più volte, e esiliato su richiesta dei suoi oppositori ortodossi e degli ambasciatori cattolici di Francia e Austria, periodi nei quali fu ospitato dagli ambasciatori protestanti di Olanda e Inghilterra nella capitale ottomana. Infine, quando il sultano ottomano Murad IV stava per intraprendere la guerra persiana, il Patriarca fu accusato di aver cospirato con i Cosacchi, e per evitare problemi durante la propria assenza, il Sultano lo fece uccidere dai Giannizzeri il 27 giugno 1638 a bordo di una nave nel Bosforo. Il suo corpo fu poi gettato in mare, ma fu recuperato dai suoi amici e sepolto lontano dalla capitale, per poi essere riportato a Costantinopoli solo dopo molti anni.
Secondo una lettera del 1659 indirizzata a Thomas Greaves e scritta da Edward Pococke (che nella sua ricerca dell'arcivescovo William Laud aveva incontrato Lucaris), molti dei manoscritti della biblioteca di Lucaris furono salvati dall'ambasciatore olandese che li mandò in patria tramite nave. Sfortunatamente, anche se la nave arrivò sana e salva in porto, fu affondata il giorno seguente con tutto il suo carico da una violenta tempesta.

## Retaggio
La posizione di Lucaris sulla Chiesa ortodossa continua ad essere materia di dibattito nella Chiesa. Alcuni ortodossi accettano il parere di molti storici secolari secondo cui si trattava di un sostenitore del calvinismo. Altri dicono che la sua opinione personale fu distorta dai nemici, e che rimase leale agli insegnamenti ortodossi.